# Topola
Topola (srbsky: Топола) je město a opština (okres) v Srbsku v Šumadijském okruhu asi 80 km jižně od Bělehradu. Jde o místo, kde byl roku 1804 během prvního srbského povstání zvolen vůdcem povstání Karađorđe Petrović, zakladatel srbské vládnoucí dynastie Karađorđevićů.
Místní chrám svatého Jiří je pohřebním místem srbské královské rodiny a dynastie Karađorđevićů.
Jméno města znamená topol.

## Osady
V opštině je kromě samotného města Topola, dalších 31 osad včetně stejnojmenné vísky.
- Belosavci (1182)
- Blaznava (591)
- Božurnja (672)
- Donja Šatornja (800)
- Donja Trešnjevica (304)
- Donja Trnava (921)
- Gornja Šatornja (558)
- Gornja Trnava (1736)
- Gorovič (319)
- Guriševci (153)
- Jarmenovci (563)
- Jelenac (375)
- Junkovac (945)
- Kloka (1146)
- Krćevac (775)
- Lipovac (558)
- Manojlovci (144)
- Maskar (236)
- Natalinci (834)
- Ovsište (630)
- Pavlovac (70)
- Plaskovac (559)
- Rajkovac (189)
- Šume (595)
- Svetlić (417)
- Topola (5422)
- Topola (ves) (1363)
- Vinča (1176)
- Vojkovci (278)
- Žabare (1016)
- Zagorica (765)